# Dame jouant du virginal
Pour les articles homonymes, voir Jeune femme au virginal.
Dame jouant du virginal est un tableau, longtemps contesté de Johannes Vermeer (huile sur toile, 25,1 × 20 cm) peint vers 1670-1672 et qui appartient à une collection privée aux États-Unis.

## Étude
La peinture avait à l'origine les mêmes dimensions que La Dentellière. Des études dans les années 1990 ont montré que la même toile a servi pour les deux tableaux. Un examen aux rayons X a révélé des preuves d'un trou d'épingle qui était placé au point de fuite comme le faisait habituellement Vermeer pour obtenir une perspective correcte. Les pigments sont utilisés dans la peinture d'une manière typique de Vermeer et plus particulièrement le Bleu outremer. L'utilisation de la terre verte dans l'ombre est aussi typique. L'utilisation du plomb-étain jaune indique que la peinture ne peut pas être un faux ou une imitation du XXe siècle. L'examen de la cape, souvent cité comme la partie la plus grossière de la peinture, montre que c'est une retouche peinte plus tard pour cacher un autre vêtement, sans qu'on en sache plus.
La coiffure peut être datée des environs de 1670 et correspond à la coiffure de Dentellière, qui pour d'autres raisons est souvent datée de cette période. On ne sait pas quel tableau a été réalisé en premier. Il n'est pas signé.

## Description
La peinture montre une jeune femme assise jouant du virginal et montre de grandes similitudes avec Jeune Femme jouant du virginal. Elle regarde le spectateur. Sa coiffure peut faire penser à la femme jouant de la guitare. Le mur blanchâtre est nu, la présence d'une fenêtre donne un léger reflet en haut à gauche.

## Critique
Le critique Walter Liedtke a décrit cette peinture comme un "travail mineur" et tardif de Vermeer. La palette de couleurs est typique du travail de maturité du peintre. La "luminosité et fin drapé" de la jupe rappellent la Dame debout au virginal qui est souvent citée comme une meilleure œuvre, contrastant avec la cape plus grossière qui n'est probablement pas de Vermeer (voir plus haut). Le flou des objets du premier plan, la qualité de la lumière et l'attention portée à la texture de la paroi sont typiques de Vermeer, tandis que le travail des cheveux avec les perles rappelle les touffes de tissu débordant du coussin de la Dentellière.

## Propriétaires
Le tableau a été détenu par Steve Wynn, un milliardaire de Las Vegas, qui l'a acheté aux enchères, le 7 juillet 2004 chez Sotheby's 27 000 000 dollars, puis il l'a revendu à un particulier habitant New-York. Depuis, l'œuvre a été présentée dans des expositions aux États-Unis, Grande-Bretagne, Japon, Italie et France.